# ロザンナ・デービソン
ロザンナ・デービソン（Rosanna Diane Davison, 1984年4月17日 - ）は、アイルランドの女優、モデル。ミス・ワールド2003として知られる。アイルランドのミュージシャンであるクリス・デ・バーを父に持つ。

## 経歴
1984年4月17日、ダブリン県に生まれる。ウィックロー県の Aravon School で初等教育を受けたのち、ダブリン県 Glenageary（英語版）の Rathdown School（英語版）に通う。2002年、アビトゥーア（意訳）に合格する。
2003年頃、ダブリン市内の商業施設でATMを利用しているところを、地元のミスコンの定員を埋めようと適材を探していたスカウトに見出される。同年8月、ダブリンで開催された Miss Ireland（英語版）の決勝へと進み、優勝。国を代表してミス・ワールドに出場する資格を得る。同年12月、中国海南省の三亜市で開催されたミス・ワールド2003に出場。アイルランド代表として初のミス・ワールドのタイトルを獲得。大陸別部門賞の Queen of Europe を受賞。特別賞の Beach Beauty 部門第1位となる。ミスとしての任期の間、イギリス、アメリカ、カナダ、中国、スリランカを歴訪した。
2006年、ユニバーシティ・カレッジ・ダブリンを卒業。同大学で社会学と美術史を学ぶ。
2012年2月、アイルランドで一番人気のバレンタインデーのお相手を見つけるための世論調査で20%の票を集め、女性部門第2位に選ばれた。ちなみに第1位は、52%を獲得した Georgia Salpa（英語版）であった。
2013年10月から、リヴァプールFCの専用テレビチャンネルで帯番組の司会を務める。

## 出版

### 著書
- 『Eat Yourself Beautiful』（Gill Books, 2015年8月）

### 雑誌
- Joanna Kiernan & Liadan Hynes「Then and Now」『Sunday Independent Life』September 29 2013
- Sacha Höchstetter「A Portrait of the Artist as a Young Woman」『PLAYBOY』（米国版）September 2013（60巻7号）

## その他
10年以上にわたってベジタリアン食を実践してきたが、2013年頃に Galway Ironmanに出場するためのトレーニングを推し進めるため、ビーガン食に切り替えた。同年、PETAのキャンペーンのためにヌードでポーズをとった。

### 私生活
2006年から Wesley Quirke と交際。2013年に婚約し、2014年5月16日に結婚。新婚旅行でセーシェルへ行く。一人の娘と二人の息子（双子）がいる。